# Valence sportif
Pour les articles homonymes, voir VS.
Le Valence sportif est un club français de rugby à XV situé à Valence (Drôme) et appartenant au comité Drôme.
Le club a fusionné en 2010 avec le club du La Voulte sportif pour former le ROC La Voulte-Valence qui évolue lors de la saison 2013-2014 en Fédérale 1. Ce dernier fusionnera à nouveau en 2016 avec l'US Romans-Péage pour former le Valence Romans Drôme Rugby.

## Historique
Le Valence sportif est fondé en 1905.

### L’ascenseur entre la première et la deuxième division (1905-1962)

#### Georges Clément en équipe de France
Georges Clément, transfuge du Racing club de France est le premier international du club, retenu à l’arrière à l’occasion du Tournoi des Cinq Nations 1922 contre l’Écosse.

#### Première expérience en première division (1931)
Le club monte une première fois en première division en 1931 mais est immédiatement relégué.

#### Valence en deuxième division (1932-1939)
Le club atteint en 1935 la finale du championnat de deuxième division perdu 6-3 contre Poitiers mais cette performance ne lui permet pas de remonter dans l’élite car il échoue en match de barrage.
En 1939, Valence fait partie des 24 clubs qualifiés pour les phases finales du championnat de France de deuxième division mais est éliminé par le club de la police de Paris 6-0.

#### Remontée en première division en 1943
Finalement, l’élargissement de l’élite à 95 clubs en 1943 lui permet de retrouver la première division mais le leader départemental reste Montélimar, huitième de finaliste du Championnat en 1945.

#### Retour en deuxième division en 1947 et 1948
Valence est ensuite relégué en deuxième division alors que l’élite est ramené à un nombre de clubs moins pléthorique pendant que les voisins, Romans et Montélimar font bonne figure en première division.

#### Retour en première division 1949
Valence remonte après deux ans de purgatoire et redevient le club numéro 1 de la Drôme car Romans et Montélimar ont été relégués. Devancé dans sa poule par Castres, futur champion de France et Mont de Marsan, futurs finaliste, Valence n’est toutefois pas qualifié pour les huitièmes de finale.

#### Exploit contre le Stade montois en 1950
Valence se qualifie pour la première fois pour les phases finales en élite et élimine même le vice-champion de France, le Stade montois en seizième de finale 3-0.
L’aventure s’arrêtera au tour suivant en huitième de finale contre le Racing, futur finaliste vainqueur pour un petit point 6-5. 
Mais cet exploit sera sans lendemain.
Les deux saisons suivante, le club ne sort pas des poules à l’inverse de son rival départemental, Romans que Valence n’arrivera pas à battre en trois confrontations entre les deux clubs en poules (1 match nul et 2 défaites).
Valence est finalement relégué en 1954 pendant que Romans et Montélimar continuent leur aventure en première division.

#### Retour en deuxième division (1955-1962)
Ce fut ensuite 8 années de purgatoire en deuxième division.
Valence, vice-champion de France de deuxième division en 1962 remonte en première division grâce à des joueurs comme Christian Maillol ou Alain Fragnol mais manque le titre de champion de France puisque après une victoire contre Châteaurenard en quart de finale lors du match de montée puis contre Espéraza en demi-finale, le club est battu par Figeac en finale 13-3.

### Un quart de siècle dans  l’élite du rugby français (1963-1988)
Il évolue ensuite au plus haut niveau pendant les années 1960, 1970 et 1980 atteignant une fois les demi-finales du Championnat.

#### Retour difficile en première division
Après 4 années d’apprentissage difficile où il se maintient de justesse, Valence se qualifie pour les seizièmes de finale en 1967 et 1968 puis échoue à nouveau les 3 saisons suivantes.
En 1969, le deuxième ligne Jacques Forel est le deuxième international du club, sélectionné contre le Tchécoslovaquie mais ce titre d’international n’aurait pas dû lui être accordé car cette sélection concernait l’équipe de France B.
Cette année là, Valence ne se qualifie pas pour les phases finales du Championnat.
Cinquième de son groupe l'année suivante, Valence échoue de justesse à se qualifier en Championnat pour la deuxième année consécutive à cause d'une courte défaite à domicile 8-11 devant Toulon, le leader de la poule.
Le Championnat 1971 est encore plus compliqué.
Le club concède 2 défaites et 1 nul à domicile et n'arrive pas à s'imposer à l'extérieur.
Valence échappe ainsi de peu à la relégation.

#### Arrivée de deuxième ligne gersois Elie Cester
Le deuxième ligne gersois Elie Cester, 2e international de l’histoire du club, arrive au club à l’automne 1971 en même temps que l’entraîneur Raymond Barthès et Valence structure son jeu et progresse dans la hiérarchie nationale se qualifiant pour les seizièmes de finale du Championnat en 1972 et pour les huitièmes de finale du Championnat en 1973.
Après avoir éliminé Le Boucau en seizième de finale, Valence est toutefois largement battu par Dax 34-12, futur finaliste en huitième.

#### Finaliste de la coupe Adolphe Jauréguy 1974
7e seulement de sa poule de 8, Valence est relégué en coupe Adolphe Jauréguy.
Cette coupe est attribuée au vainqueur des clubs d'élite alors relégables lors de cette unique saison.
Valence, emmené par son capitaine Elie Cester dispute la finale de cette compétition face au Castres olympique du pilier international Gérard Cholley.
Bien que classé devant les Tarnais en poule, il s’incline 10-6 sur le stade de Sauclières à Béziers.

#### Demi-finaliste du championnat 1978
Après avoir disputé les seizièmes de finale du Championnat en 1975, le VS atteint les huitièmes de finale en 1976.
Le club atteint la même année la finale du  Challenge Jules Cadenat, battu par Agen.
En 1977, Valence manque la qualification en Championnat, 6e seulement de sa poule de 8 et atteint la même année la finale du Challenge de l'Espérance, battu par Tulle 11-10.
L'ouvreur Pierre Mathias fait alors ses débuts en équipe première.
Le club drômois atteint ensuite les demi-finales du Championnat en 1978. Il s’incline contre Montferrand 12-20 après avoir battu Toulon en huitième et Lourdes en quart de finale.
C'est la meilleure performance de l'histoire du club en championnat de France.
Ensuite Valence dispute encore les huitièmes de finale du Championnat en 1979 et en 1981 et les seizièmes en 1980. En Challenge Yves du Manoir, invité entre 1979 et 1983, il ne se qualifie qu’une seule fois pour les huitièmes de finale en 1980 où il sera battu par Perpignan 26-9 après avoir durement souffert en mêlée.

#### Départ des leaders de l’équipe et maintien difficile dans l’élite (1982-1985)
Puis Valence perd les deux leaders de son équipe, le capitaine gersois Élie Cester prend sa retraite en 1980 alors que le club s’est sauvé de justesse aux dépens de Bourgoin.
L’année suivante, l’ouvreur et buteur du club Pierre Mathias part pour Narbonne. 
Le Valence sportif rajeunit son effectif et retombe une saison dans le groupe B après une saison 1982-1983 catastrophique et 1 seule victoire en 18 matchs.
En 1984, Valence demi-finaliste de son Championnat contre le Creusot retrouve l'élite.
Le club atteint la même année la finale du Challenge de l'espérance mais est largement défait par le Boucau 71-0.
L'ouvreur Richard Mapuhi arrive au club en 1985 et sera sélectionné en France B.
Valence assure son maintien en Championnat de justesse au détriment de La Rochelle.

#### Vainqueur du challenge de l’Espérance 1987
En 1986, Valence termine 3e de sa poule en Championnat derrière Toulon et Biarritz mais est éliminé dès les seizièmes de finale par Graulhet de l'ouvreur international Guy Laporte.
Il conserve toutefois sa place dans l'élite réduite à 20 clubs.
Le 20 septembre 1986, pour le compte de la 3e journée du Championnat 1987 , Valence s’impose contre Toulon 12-9.
Cette saison-là, les Varois ne connaîtront que 2 défaites en Championnat (à Valence et à Agen).
Le club est ensuite éliminé comme la saison précédente par Graulhet en huitièmes de finale aller-retour.
La même année, le club drômois remporte le challenge de l’Espérance en disposant difficilement de Blagnac 9-7, formation du groupe B en finale.
L'année suivante le Championnat est porté à 80 clubs groupés initialement en seize poules de cinq. Les deux premiers de chaque poule (soit 32 clubs) forment alors le groupe A et se disputent le Bouclier de Brennus. Les autres forment alors le groupe B et après une première phase de brassage, le club 2e de son groupe derrière l'Aviron bayonnais reste en groupe A.
Valence dispute cette année là sa dernière saison dans l'élite et ne finit que 6e de sa poule.
Le club est par ailleurs invité à nouveau dans le Challenge mais termine dernier de son groupe avec 2 victoires et 4 défaites.
En fin de saison, le prometteur talonneur Jean-Philippe Cantin signe pour le FC Grenoble.

#### Le Valence sportif en groupe B (1989-1996)
À partir de 1989, il ne connaîtra plus l’élite.
Pour sa dernière participation au Challenge la même année, il perd ses 6 matchs puis n'est plus invité par la suite.
Il est reversé dans le groupe B de première division après une première phase de brassage entre 1989 et 1991 puis dispute le nouveau championnat de groupe B à partir de 1992.
Alexandre Chazalet et Jean-Victor Bertrand font leurs débuts en première division sous le maillot valentinois mais le premier partira pour Bourgoin et le second pour Narbonne.
En 1993, il perd de justesse en quart de finale du groupe B, qualificatif pour la montée contre le Lyon OU.
Après 2 saisons plus difficiles, il est relégué en 2e division fédérale, alors le quatrième niveau hiérarchique du rugby français en 1996.
Il reste 4 saisons à ce niveau avant de retrouver de groupe B devenu Nationale 1 en 2000 après une victoire sur Vienne.

### Les internationaux du Valence sportif
Valence sportif a connu trois internationaux A : Georges Clément, préalablement sélectionné avec le Racing CF et arrivé à Valence en 1921, Élie Cester, Gersois arrivé du TOEC en 1971, et Jacques Forel qui a la particularité de s'être vu octroyer par erreur une cape à part entière pour un match de l'équipe de France B contre la Tchécoslovaquie.

## Identité visuelle

### Logo

Évolution du logo

## Palmarès
La liste suivante récapitule les performances du club :
- titres de champion et finales ainsi que les meilleures performances dans les compétitions.

Championnat de France de première division
- Meilleure performance : demi-finaliste en 1978

Championnat de France de deuxième division
- Vice-champion (2) : 1935 et 1962

Challenge de l'Espérance
- Vainqueur (1) : 1987
- Finaliste (2) : 1977 et 1984

Challenge Jules Cadenat
- Finaliste (1) : 1976

Coupe Adolphe Jauréguy
- Finaliste (1) : 1974[2]

Coupe Frantz-Reichel B
- Vainqueur (1) : 1990

Championnat de France Cadets Gauderman
- Vice-champion (1) : 1983

## Personnalités du club

### Joueurs emblématiques
- Jean-Victor Bertrand
- Pierre Mathias
- David Attoub
- Sébastien Chabal
- Guy Chauvet
- Alexandre Chazalet
- Élie Cester
- Michel Lacome
- Olivier Missoup
- Richard Mapuhi
- Patrick Rey
- Georges Ngono
- JC Goze
- Morgan Keyser
- Jean-Philippe Cantin
- Étienne Bouquet
- Gilbert Penel-Favory
- Gérard Rousset

### Entraîneurs
- Camille Bonnet : 1963-1964[9]
- Bernard De Gregorio : 1969-1971
- Raymond Barthès : 1971-1974
- Robert Blémet : 1974-1977
- Christian Maillol & Viorel Onuțu : 1977-1980
- Élie Cester : 1980-1982
- Christian Maillol & Jean Claude Bonnet : 1982-198?
- Jean-Claude Ferrer
- Raoul Barrière : 1985-1987
- Jean-Luc Cantin
- Daniel Orcel
- Christian Darlet
- Claude Coureau
- Thierry Dejoux
- Morgan Keyser 2010

### Présidents
- M. Junilhon
- M. Falavel
- M. Darbignac
- Paul Barnier
- Eugène Armand
- Henry Coste
- Jacques Perdrix
- Henri Passas
- Jacques Brune
- Charles Beranger
- Robert Marion
- Charles Peraldi
- Jean Besset
- Michel Porte
- Louis Pelourson
- Paul Robert
- Pierre Tortel
- Max Gayraud
- Robert Cote
- Bernard Delhomme
- Thierry Sinico
- Eddy Chazot
- Patrice Fonda

## Autres sections
Une section féminine a existé dans les années 1970-1980, sous le nom de Ovalie féminin Valence Les Dragons Blancs et qui a été vice-championne de France en 1975.